# Abietinaria elsaeoswaldae
Abietinaria elsaeoswaldae is een hydroïdpoliep uit de familie Sertulariidae. De poliep komt uit het geslacht Abietinaria. Abietinaria elsaeoswaldae werd in 1923 voor het eerst wetenschappelijk beschreven door Stechow. 